# Маринич Крагич, Йерко
Йерко Маринич Крагич (хорв. Jerko Marinić Kragić; род. 24 января 1991, Сплит) — хорватский ватерполист, игрок клуба «Ядран Сплит» и сборной Хорватии. Серебряный призёр летних Олимпийских игр 2024 года, чемпион мира 2024 года и чемпион Европы 2022 года.

## Карьера
Маринич Крагич до 2015 года играл за команду ВК «Морнар Сплит», после этого работал в Италии, Черногории и Румынии. С 2020 года выступает в ВК «Ядран Сплит». Становился чемпионом страны в Черногории, Румынии и Хорватии.
С 2018 года Маринич Крагич играет в национальной сборной Хорватии.
В 2022 году хорваты на чемпионате Европы в Сплите выиграли у Италии 11-10 в полуфинале и обыграли Венгрию 10-9 в финале, став чемпионами Европы, в составе сборной играл Йерко.
В январе 2024 года на чемпионате Европы, уступив испанцам со счетом 10:11 в финале, Йерко и хорватская сборная завоевали серебряные медали. Месяц спустя на чемпионате мира в Дохе Маринич Крагич в составе сборной стал чемпионом мира.
На Олимпийских играх 2024 года в Париже хорваты заняли четвертое место в предварительном раунде. В четвертьфинале обыграли испанцев, а в полуфинале — венгров. В финале встретились с Сербией и уступили 11-13. Йерко Маринич Крагич в финале провёл 16 минут и забил три гола, став серебряным призёром Олимпийских игр.